# Тихон (Тихомиров)
Епископ Тихон (в миру Александр Львович Тихомиров; 26 августа 1882, Женева, Швейцария — 26 марта 1955, Ярославль) — епископ Русской православной церкви, епископ Череповецкий, викарий Новгородской епархии.

## Биография
Родился в семье известного публициста, историка и общественного деятеля Льва Александровича Тихомирова, проживавшего на момент рождения Александра в эмиграции. В детстве перенес тяжелую болезнь. Врачи считали, что мальчик не выживет. мучения ребёнка привели его отца к Богу.
В 1889 году был крещён епископом Мисаилом (Крыловым) в Новороссийске, когда Тихомировы возвратились из Швейцарии. Затем переехали в Москву. После окончания Московской 7-й гимназии в 1902 году поступил в Московскую духовную академию.
Из рассказов его сотоварщией по Московской академии епископов Арсения (Жадановского) и Серафима (Звездинского) известно, что он ещё тогда поражал своих товарищей своей нелюдимостью, своими странностями.
В 1906 году окончил академию со степенью кандидата богословия и назначен преподавателем гомилетики Новгородской семинарии.
13 августа 1907 года принял монашеский постриг с именем Тихон. С 24 октября 1907 года — помощник синодального ризничего в Москве.
С 1908 года — преподаватель Вифанской духовной семинарии.
С 28 июля 1911 года — смотритель Петровского духовного училища Саратовской епархии.
С 10 августа 1912 года — инспектор Вифанской духовной семинарии.
С 22 июня 1913 года — ректор Новгородской духовной семинарии в сане архимандрита. В 1918 году семинария была закрыта советской властью. 13 сентября 1918 года утверждён начальником пастырского училища в Новгороде, но его в то время открыть не удалось.
В январе 1920 года скончался епископ Лукояновский Николай (Кенарский), в связи с чем архиепископ Евдоким (Мещерский) обратился с прошением в Священный Синод, в котором просил на вдовствующую Лукояновскую кафедру назначить настоятеля Новгородского Антониева монастыря архимандрита Тихона (Тихомирова). Тем не менее, архимандрит Тихон был назначен на другую кафедру.
4 апреля (22 марта ст. ст.) 1920 года в Софийском соборе Новгорода хиротонисан во епископа Кирилловского, викария Новгородской епархии. Хотя город Кириллов, согласно административному делению 1918 года, вошёл в состав новой Череповецкой губернии, владыка именовался Кирилловским викарием. На этой кафедре прослужил 7 лет.
На кирилловской кафедре епископу Тихону приходилось испытывать сильнейшее давление властей, репрессии, попытки разложить духовенство обновленчеством. Епископа принуждали перейти в обновленчество, подписать резолюцию о порицании Патриарха Тихона. В 1922 году он был арестован. Из Череповецкой тюрьмы вышел совершенно больным.
Притеснения не давали ему возможности жить в Кирилло-Белозерском монастыре, священноархимандритом которого он именовался. Ему пришлось скитаться. Так, зиму 1921—1922 годов он провёл в Леушинском Иоанно-Предтеченском монастыре. С окончательным закрытием Кирилло-Белозерского монастыря в 1924 году, Владыка перебрался в Нило-Сорскую пустынь, ставшую оплотом противостояния обновленчеству. Служил в монастырском храме, в храмах и обителях вокруг Кириллова.
После закрытия властями Нило-Сорской пустыни поселился в местечке Сорове, где служил в церкви святых Космы и Дамиана, проживая в доме местного священника. Но местные власти и в Сорове продолжали терроризировать его.
22 августа 1928 года был назначен управляющим Тульской епархией и 12 октября отбыл к месту своего служения. Не выдержав травли, устроенной против него тульскими обновленцами, попросился назад и 21 декабря 1928 года указом Временного Патриаршего Священного синода от был вновь назначен управляющим церквями Череповецкого округа с местопребыванием в Череповце.
По отзывам близко его знавших, он был молитвенник, молчальник, истинный стяжатель непрестанной Иисусовой молитвы. Молился он по ночам. Спал мало и только сидя.
Был арестован. Приговорён к 3 годам заключения в лагере. В лагере работал на лесоразработках: таскал бревна по колено, а то и по пояс в воде. Вышел из лагеря инвалидом.
После освобождения из лагеря владыка вместе с матерью Ермогеной (инокиней Горицкого монастыря под Кирилловом) некоторое время скрывался у сестёр и матери в Сергиевом Посаде, а затем уехал в Ярославль к своим духовным чадам.
Здесь он жил буквально в подполье, в замаскированной комнатке. Матушка Ермогена тайно собирала милостыню, чтобы владыка не умер от голода.
В период с 1920 по 1932 год написал и исправил 11 акафистов, в том числе на основе дореволюционного акафиста святым Косме и Дамиану Римским составил акафист святым Косме и Дамиану Асийским.
Патриарх Алексий I предлагал ему епархию, но епископ Тихон не смог служить из-за болезни. Последние годы жизни владыка провёл почти в затворе, в бедности, в крошечной келье, окормляя немногих духовных чад.
Скончался 26 марта 1955 года в Ярославле. После кончины был облачен, а затем отпет иеромонахом (впоследствии митрополитом) Никодимом (Ротовым), служившим тогда в Ярославской епархии и бывшим духовным чадом Владыки Тихона. Иеромонах Никодим похоронил епископа Тихона на кладбище на Туговой горе и на свои средства той же ночью поставил памятник. (В жизнеописании отмечено, что он скончался «в субботу перед Прощёным воскресеньем», что соответствует 26 февраля 1955. Именно это число указано на надгробии).
Митрополит Мануил (Лемешевский) ошибочно приписал епископу Тихону (Тихомирову) статью «Аскетизм, как основа русской культуры» (Опубл.: Голос Церкви. 1915, апрель). В действительности её автором был архимандрит (впоследствии также епископ) Тихон (Лященко). Эта ошибка получила широкое распространение.
Ярославская митрополия делала попытку представить материалы для прославления епископа Тихона в лике исповедников Русской Церкви.